# Zitouna (Skikda)
Zitouna (în arabă الزيتونة) este o comună din provincia Skikda, Algeria.
Populația comunei este de 8.351 de locuitori (2008).